# Faking it
Faking It is een Amerikaanse komische televisieserie, die vanaf 22 april 2014 op MTV wordt uitgezonden. De serie is gemaakt door Julia Lea Wolov en Dana Goodman en is ontwikkeld en geproduceerd door Carter Covington. Het eerste seizoen werd door MTV besteld in oktober 2013. Faking It won een Teen Choice Award voor "Choice TV Breakout Show" in 2014.

## Verhaal
Op de Hester High School in Austin (Texas), is het populair om anders te zijn. Na meerdere mislukte pogingen om populair te worden, worden Karma Ashcroft en haar vriendin Amy Raudenfeld uitgenodigd op een huisfeest dat wordt georganiseerd door Shane Harvey, een populaire homoseksuele jongen. Shane denkt dat Karma en Amy lesbisch zijn en out ze op zijn feest als het eerste lesbische koppel van de school. Daarnaast nomineert hij ze als Homecoming Queens (een Amerikaanse traditie; op veel scholen worden tijdens het feest Homecoming een koning en koningin van het bal gekozen).
Karma is blij met haar plotselinge populariteit, want hierdoor leert ze onder andere de knappe artiest Liam Booker kennen. Amy hoeft aan de andere kant niet zo nodig populair te zijn, maar om Karma ten gunste te zijn besluit ze om toch mee te spelen en te "doen alsof" ze een stel zijn. Haar gevoelens voor Karma blijven echter alleen maar groeien.

## Rolverdeling

### Hoofdpersonages
- Karma Ashcroft (Katie Stevens), de optimistische leerlinge die er alles voor doet om populair te worden. Door haar zogenaamde lesbische relatie is ze plots populair, maar ze begint gevoelens voor Liam te ontwikkelen en weet niet of ze moet kiezen voor de populariteit of de jongen.
- Amy Raudenfeld (Rita Volk) is Karma's beste vriendin. Ze doet mee aan Karma's plan om een relatie te faken, maar realiseert zich dat haar gevoelens voor Karma groeien en ze daadwerkelijk lesbisch is.
- Liam Booker (Gregg Sulkin) is de beste vriend van Shane. Hij is een mysterieuze, sexy artiest en de mooiste jongen van de school. Eerst is Liam enkel aangetrokken tot Karma omdat ze lesbisch is, maar hij komt erachter dat hij wel degelijk gevoelens voor haar heeft.
- Lauren Cooper (Bailey De Young) is de Republikeins-conservatieve stiefzus van Amy en lijkt daarin veel op Amy's moeder (die Lauren meer als een dochter beschouwt dan Amy zelf). Lauren is nieuw op Hester en raakt gefrustreerd omdat ze op een "normale" school erg populair zou zijn, maar op het vrijzinnige Hester dat totaal niet is. In het tweede seizoen van de serie wordt bekend dat Lauren intersekse is.
- Shane Harvey (Michael J. Willett) is de populairste jongen van de school. Hij is extravert, openlijk homoseksueel en recht door zee. Shane is de beste vriend van Liam en Amy en is tevens degene die Karma en Amy "out" als een stel.

### Nevenpersonages
- Molly Ashcroft (Amy Farrington), Karma's moeder.
- Lucas Ashcroft (Lance Barber), Karma's vader.
- Farrah Cooper (Rebecca McFarland), Amy's conservatieve moeder, die bij de lokale televisie werkt.
- Bruce Cooper (Dan Gauthier), Laurens vader en Amy's stiefvader.
- Leila (Courtney Kato), een vriendin van Lauren.
- Elizabeth (Breezy Eslin), een vriendin van Lauren, die haar Lisbeth noemt, omdat ze wil dat de namen van haar vriendinnen ook met een 'L' beginnen.
- Tommy Ortega (Erick Lopez), Laurens ex-vriend en de aanvoerder van het American footballteam van de school. Hij maakt het uit met Lauren nadat hij erachter komt dat ze een hormonenkuur ondergaat.
- Pablo (Anthony Palacios), Laurens danspartner en Shane's ex-vriend.
- Oliver (August Roads), een vriend van Amy.
- Penelope (Senta Moses), het schoolhoofd van Hester.

## Afleveringen

### Seizoen 1
| Nr. | Titel aflevering           | Uitzenddatum VS |
| --- | -------------------------- | --------------- |
| 1   | Pilot                      | 22 april 2014   |
| 2   | Homecoming Out             | 29 april 2014   |
| 3   | We Shall Overcompensate    | 6 mei 2014      |
| 4   | Know Thy Selfie            | 13 mei 2014     |
| 5   | Remember the Croquembouche | 20 mei 2014     |
| 6   | Three to Tango             | 27 mei 2014     |
| 7   | Faking Up Is Hard to Do    | 3 juni 2014     |
| 8   | Burnt Toast                | 10 juni 2014    |

### Seizoen 2
| Nr. | Titel aflevering                   | Uitzenddatum VS   |
| --- | ---------------------------------- | ----------------- |
| 1   | The Morning Aftermath              | 23 september 2014 |
| 2   | You Can't Handle the Truth or Dare | 30 september 2014 |
| 3   | Lust in Translation                | 7 oktober 2014    |
| 4   | Lying Kings and Drama Queens       | 14 oktober 2014   |
| 5   | Present Tense                      | 21 oktober 2014   |
| 6   | The Ecstasy and the Agony          | 28 oktober 2014   |
| 7   | Date Expectations                  | 4 november 2014   |
| 8   | Zen and the Art of Pageantry       | 11 november 2014  |
| 9   | Karmic Retribution                 | 18 november 2014  |
| 10  | Busted                             | 25 november 2014  |
| 11  | Stripped                           | 31 augustus 2015  |
| 12  | The Revengers: Age of the Monocle  | 7 september 2015  |
| 13  | Future Tense                       | 14 september 2015 |
| 14  | Saturday Fight Live                | 21 september 2015 |
| 15  | Boiling Point                      | 28 september 2015 |
| 16  | Faking It... Again                 | 5 oktober 2015    |
| 17  | Prom Scare                         | 12 oktober 2015   |
| 18  | Nuclear Prom                       | 19 oktober 2015   |
| 19  | The Deep End                       | 26 oktober 2015   |
| 20  | School's Out                       | 2 november 2015   |

## Prijzen

### Gewonnen
Teen Choice Awards:
- Choice TV: Breakout Show (2014)

### Genomineerd
GLAAD Media Awards:
- Outstanding Comedy Series (2015)

People's Choice Awards:
- Favorite Cable TV Comedy (2015)